# Mortoniodendron abelianum
Mortoniodendron abelianum är en malvaväxtart som beskrevs av Al.Rodr.. Mortoniodendron abelianum ingår i släktet Mortoniodendron och familjen malvaväxter. Inga underarter finns listade i Catalogue of Life.